# Литењ
Литењ (чеш. Liteň) је насељено мјесто са административним статусом варошице (чеш. městys) у округу Бероун, у Средњочешком крају, Чешка Република.

## Становништво
Према подацима о броју становника из 2014. године насеље је имало 1.105 становника.